# Paoro Tholi
I Paoro Tholi sono una struttura geologica della superficie di Venere.